# Strada statale 109 bis della Piccola Sila

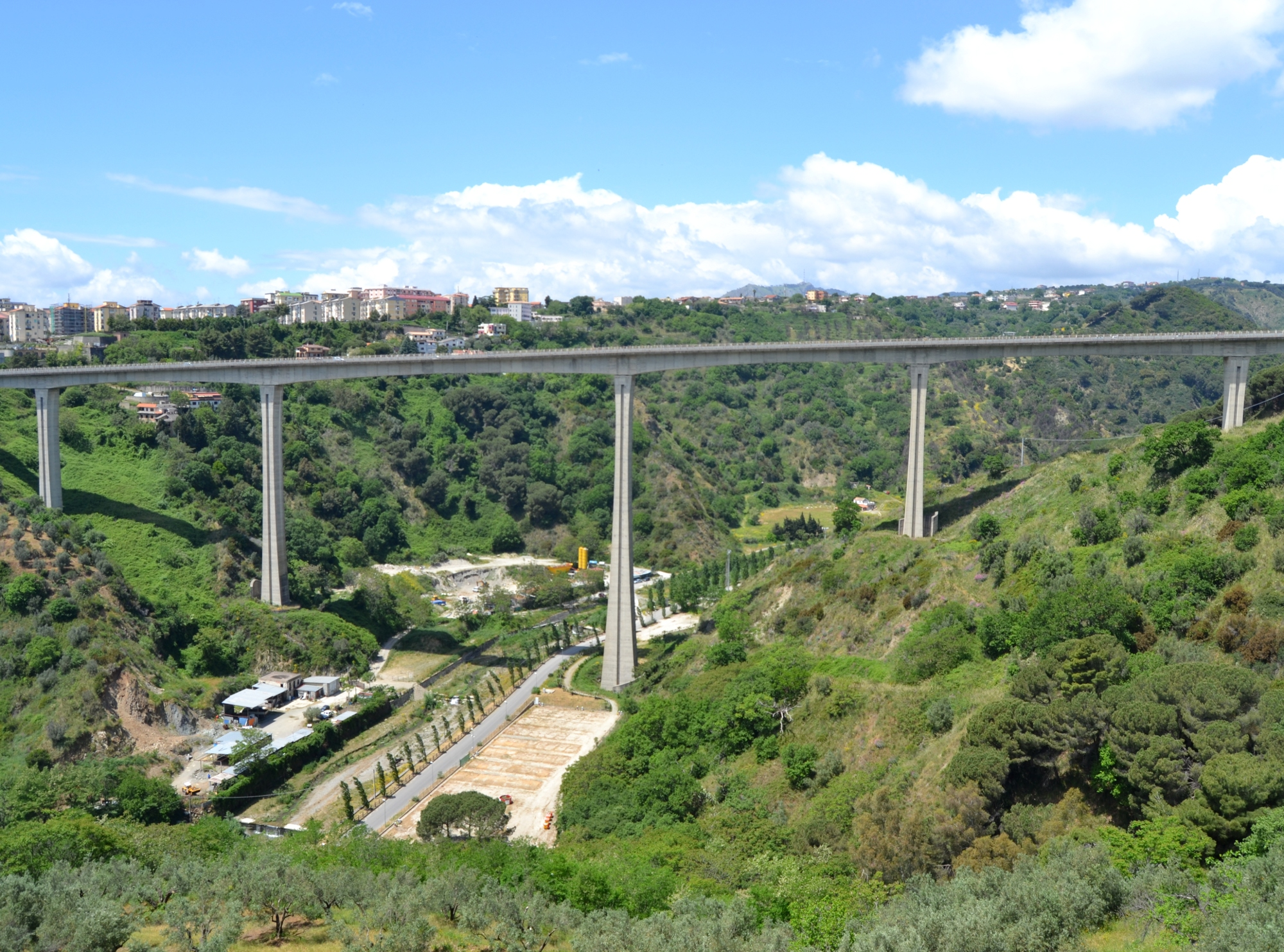
Il viadotto Fiumarella, a Catanzaro

La strada statale 109 bis della Piccola Sila (SS 109 bis) è una strada statale italiana.

## Percorso
La strada ha origine dalla SS 109 al bivio Cafarda, nel territorio comunale di Pentone. Con un percorso stretto e tortuoso raggiunge il capoluogo comunale, e quindi il santuario della Madonna di Termine, dove confluisce la ex SS 109 racc.
Dopo alcuni chilometri raggiunge la periferia di Catanzaro, dove inizia un tratto a scorrimento veloce, privo di incroci a raso, che funge da circonvallazione del capoluogo calabrese; tale tratto comprende alcune gallerie e l'ardito viadotto sulla Fiumarella. Dopo un'intersezione a rotatoria, da cui si raggiunge il ponte Bisantis che conduce al centro cittadino, la strada diventa a carreggiate separate con due corsie per ogni senso di marcia, ma essendo ormai inserita in un'area urbana perde le caratteristiche di strada a scorrimento veloce.
La SS 109 bis ha termine nella SS 280 presso la galleria Sansinato.